# Henry Ainley
Henry Hinchliffe Ainley (21 de agosto de 1879-31 de octubre de 1945) fue un actor teatral y cinematográfico inglés, padre de los actores Richard y Anthony Ainley. 

## Primeros años
Nacido en Leeds, Inglaterra, fue bautizado en la Iglesia de St George en Leeds, y se crio en Morley (Inglaterra). Sus padres eran Richard y Ada, él trabajador textil. Ya adulto, Ainley se mudó a Londres para intentar hacer una carrera como actor. Debutó en el teatro profesional con la compañía de Francis Robert Benson, sumándose más adelante a la de Herbert Beerbohm Tree. En 1902 le llegó la fama con el papel de Paolo en la obra Paolo and Francesca.

## Papeles shakespearianos
Su primer papel en una obra de Shakespeare fue el de mensajero en Macbeth. Posteriormente actuó como Gloucester en Enrique V, en el Teatro Lyceum de Londres, volviendo después a Leeds para actuar en el Grand Theatre. Otros papeles posteriores fueron los de Oliver Cromwell, Marco Antonio en Julio César y el de Macbeth. Fue Malvolio (1912) y Leontes bajo la dirección de Harley Granville-Barker, e interpretó a Hamlet en varias ocasiones, incluyendo una producción de 1930 elegida para hacer una representación ante la familia real.
Sus interpretaciones de Shakespeare para la gran pantalla incluyen Enrique VIII y Como gustéis, un film de 1936 en el que también actuaba su hijo Richard y Laurence Olivier.

## Otros papeles
Ainley interpretó a Joseph Quinney en Quinneys en la escena en 1915 y en el cine en 1919. También actuó en la obra de A. A. Milne The Dover Road, junto a Athene Seyler en 1922, y como el Obispo de Chelsea en la pieza de George Bernard Shaw Getting Married en el Teatro Haymarket. En 1929 interpretó a James Fraser en The First Mrs. Fraser, de St. John Ervine, papel que volvió a hacer para la versión filmada en 1932. También  trabajó en las versiones radiofónicas y teatrales de la obra de James Elroy Flecker Hassan.

## Tras la escena
En 1921 Ainley se hizo miembro del consejo de la Royal Academy of Dramatic Art, presidiendo la misma entre 1931 y 1933.
Ainley tuvo una compañía teatral propia, que sirvió de rampa de lanzamiento de la carrera de Robert Eddison.
Ainley se casó y divorció en dos ocasiones. Falleció en Londres y fue enterrado en el Cementerio Kensal Green de la ciudad.

## Grabaciones
Henry Ainley hizo grabaciones con Gramophone Company con el método acústico, y posteriormente grabaciones eléctricas. Sus primeras grabaciones fueron:
- 1456 The Day (Ho1100/B393) 10"
- 1457 The Kaiser and God. 1915. 10"
- B393 The Charge of the Light Brigade 10"
- C490 Why Britain is at War.
- D177 Carillon 'Chantez, Belges, chantez!'  12". 1915.